# Episodi di New Tricks - Nuove tracce per vecchie volpi (sesta stagione)
La sesta stagione di New Tricks - Nuove tracce per vecchie volpi è composta da 8 episodi. In Italia viene trasmessa su Giallo.
| nº | Titolo originale              | Titolo italiano         | Prima TV UK      | Prima TV Italia |
| -- | ----------------------------- | ----------------------- | ---------------- | --------------- |
| 1  | The War Against Drugs         | Guerra alla droga       | 16 luglio 2009   | 2010            |
| 2  | The Truth Is Out There        | Una morte aliena        | 23 luglio 2009   |                 |
| 3  | Fresh Starts                  | Amore materno           | 30 luglio 2009   |                 |
| 4  | Shadow Show                   | L'apparenza inganna     | 6 agosto 2009    |                 |
| 5  | Death of a Timeshare Salesman | Un colpo quasi perfetto | 13 agosto 2009   |                 |
| 6  | The Last Laugh                | L'ultima risata         | 20 agosto 2009   |                 |
| 7  | Blood Is Thicker Than Water   | Nebbia sul fiume        | 27 agosto 2009   |                 |
| 8  | Meat Is Murder                | Legami di famiglia      | 3 settembre 2009 | 2010            |